# 和歌山港站
和歌山港站（日语：／ Wakayamakō eki */?）是一個位於日本和歌山縣和歌山市草種畑的鐵路車站，是南海電氣鐵道和歌山港線的終點。車站編號是NK45-1。

## 車站構造
島式1面2線的盛土車站。2樓為閘口與大堂，3樓為月台。有效長度為8節編組。

### 月台配置
| 月台 | 路線       | 目的地   |
| ---- | ---------- | -------- |
| 1、2 | 和歌山港線 | 難波方向 |

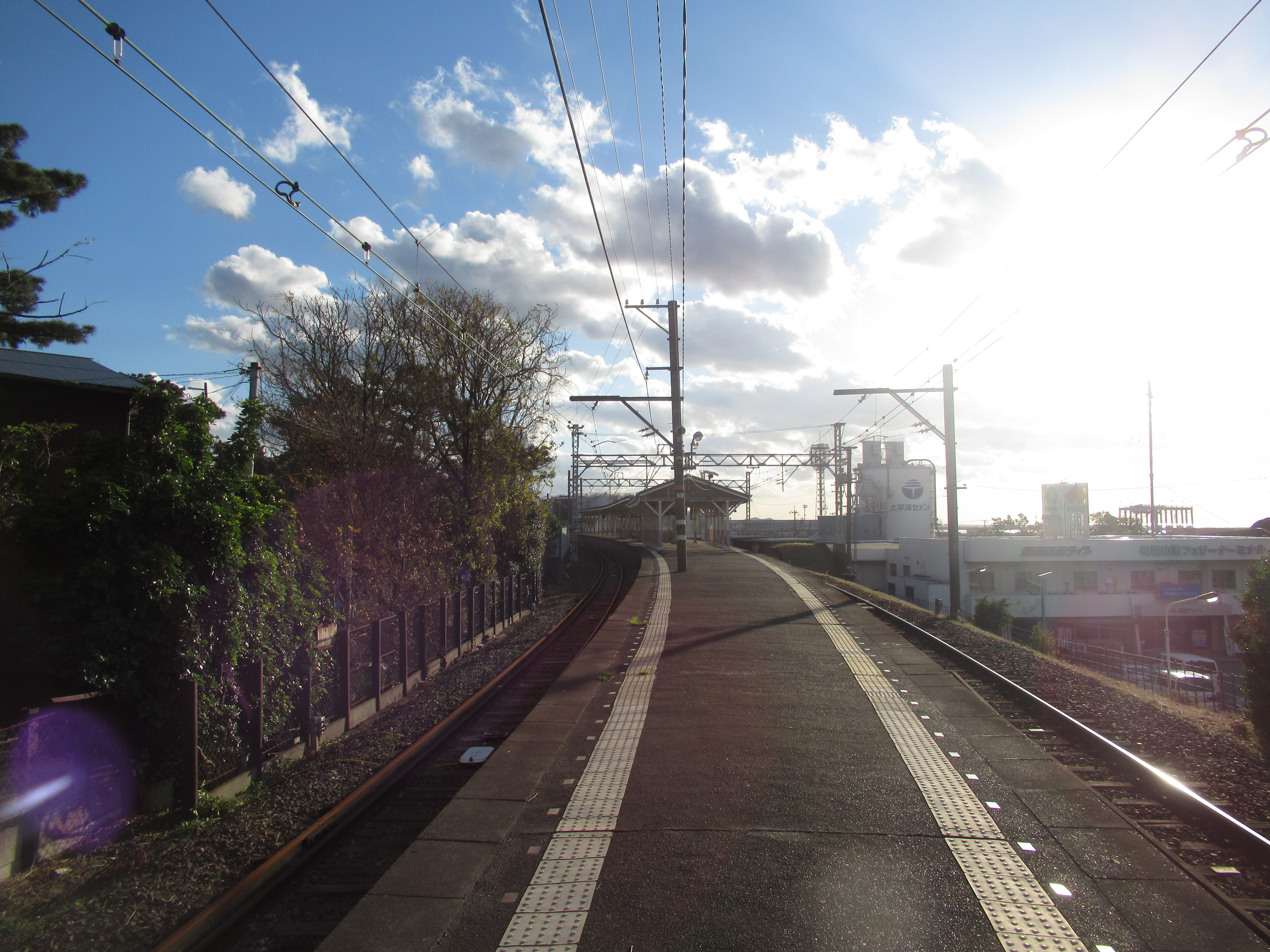
月台
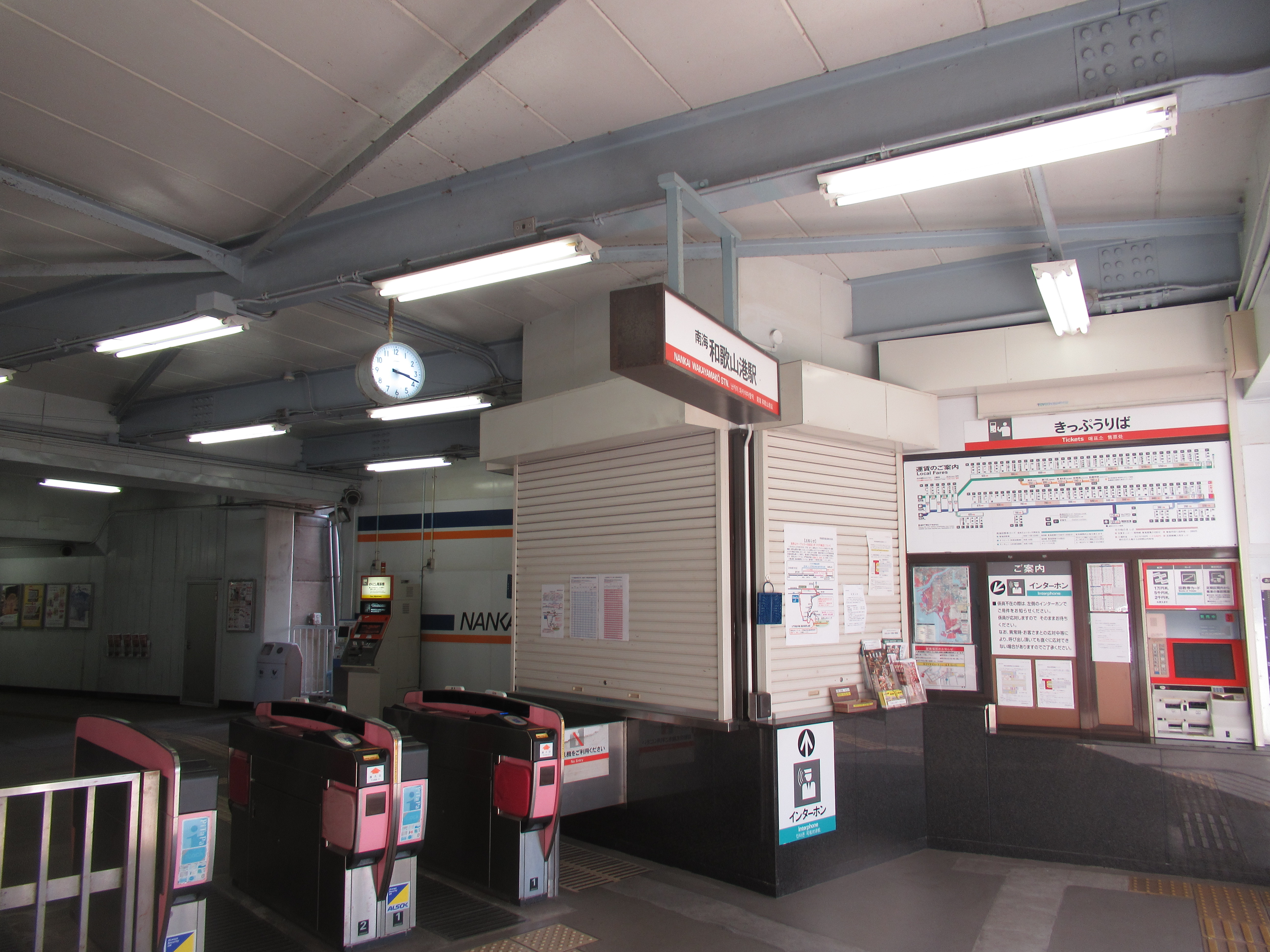
閘口
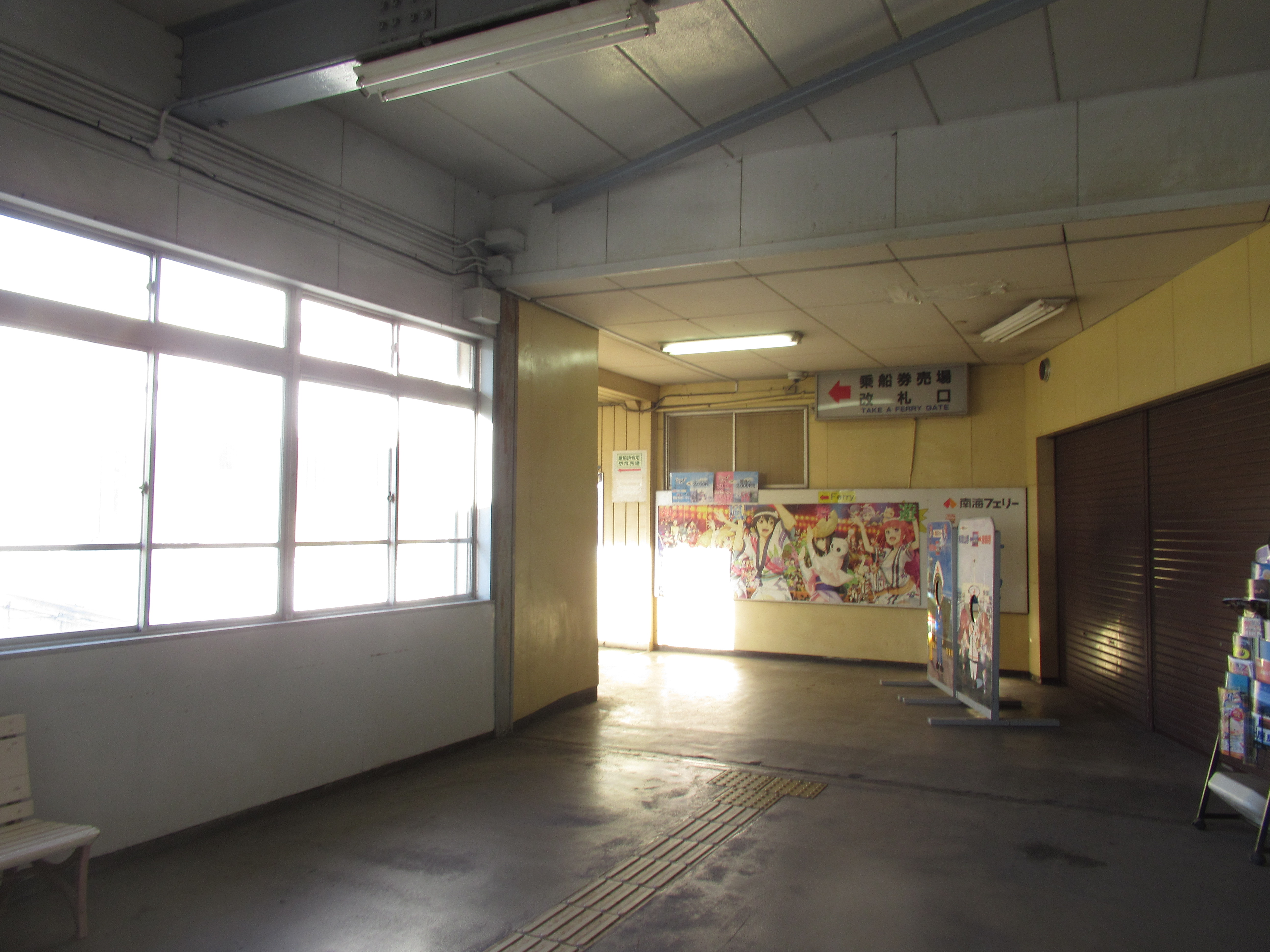
閘口往渡輪碼頭的通道

## 使用情況
2018年（平成30年）度的調查結果，1日平均上下車人次為504人。上下車人數有減少傾向，尤其1998年明石海峽大橋開通以後顯著下滑。
各年度1日平均上下車人次如下表。
| 年度   | 1日平均 乗降人員 | 順位 |
| ------ | ---------------- | ---- |
| 1980年 | 2,770            |      |
| 1985年 | 2,494            |      |
| 1990年 | 2,347            |      |
| 1995年 | 2,176            |      |
| 2000年 | 1,008            |      |
| 2001年 | 905              |      |
| 2002年 | 734              |      |
| 2003年 | 667              |      |
| 2004年 | 612              |      |
| 2005年 | 609              |      |
| 2006年 | 641              |      |
| 2007年 | 654              |      |
| 2008年 | 589              |      |
| 2009年 | 509              |      |
| 2010年 | 524              |      |
| 2011年 | 484              |      |
| 2012年 | 456              | 85位 |
| 2013年 | 438              | 85位 |
| 2014年 | 430              | 85位 |
| 2015年 | 457              | 85位 |
| 2016年 | 473              | 85位 |
| 2017年 | 485              | 85位 |
| 2018年 | 504              | 84位 |

## 相鄰車站
南海電氣鐵道
 和歌山港線
■特急南方、■急行（只限平日）、■普通
和歌山市（NK45）－（縣社分界點）－和歌山港（NK45-1）
- 縣社分界點曾經設有久保町站的旅客站，但該站與和歌山市站之間的築地橋站、築港町站一同於2005年（平成17年）11月27日廢除。縣社分界點至此站為和歌山縣作為第三種鐵道事業（保有）的路段，站舍也是和歌山縣所有。南海電氣鐵道只作為第二種鐵道事業者（運送）[3]。

### 廢除路段
南海電氣鐵道
和歌山港線
和歌山港（NK45-1）－水軒

## 外部連結
- 和歌山港 - 南海電氣鐵道